# آلورودون
آلورودون (نام علمی: Aelurodon) نام یک سرده از زیرخانواده سگ‌های استخوان‌شکن است.